# Hussardo

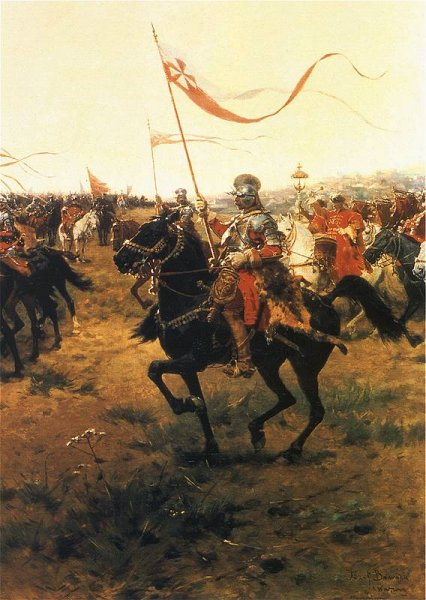
Hussardo polonês
Por Józef Brandt

Hussardo, hússar ou hussar (do francês hussard, e este proveniente do sérvio gussar, passando pelo húngaro huszár) refere-se à classe de cavalaria ligeira, de origem sérvia e croata — mas, subsequentemente, via Hungria, imitada por vários países da Europa — que teve grande influência na estratégia militar dos séculos XVIII e XIX. Hoje, por tradição, algumas unidades militares ainda têm 'hussardo' como parte do seu nome.

## História

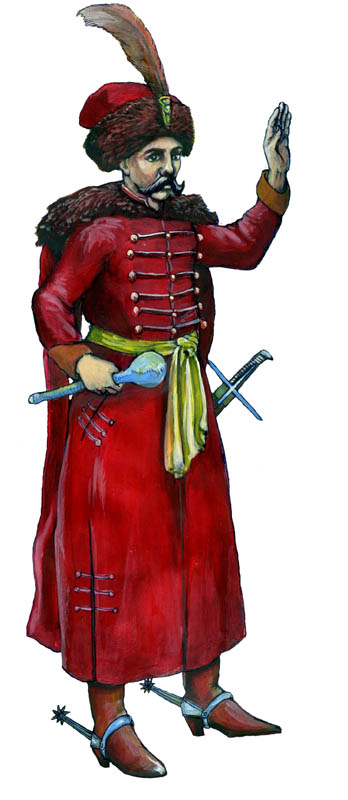
Oficial hussardo polonês em 1577

### Os ligeiros hussardos
A palavra hussardo refere-se especificamente ao soldado da cavalaria ligeira e provavelmente deriva do sérvio e croata: gussar ('ladrão de beira de estrada' ou 'salteador'), um tipo de cavaleiro extravagante do século XV. A palavra também poderia ter sido emprestada pelos proto-magiares (húngaros), dos cavaleiros turcos, antes de sua chegada à Hungria, uma vez que os uigures turcos utilizavam esta palavra para designar um soldado da cavalaria. As primeiras unidades de cavalaria ligeira, com este nome, foram as formadas pelos membros da baixa nobreza sérvia que buscaram refúgio na Croácia húngara depois da derrota na Batalha do Kosovo em 1389. A palavra hussardo foi primeiro mencionada em um documento escrito de 1403. Lutando inicialmente em várias unidades menores, os hussardos húngaros foram reorganizados em uma unidade forte, altamente treinada e motivada durante o reinado de Matias I da Hungria. Sob seu comando as unidades participaram da guerra contra o Império Otomano em 1485 e tiveram sucesso contra os spahis turcos. Após a morte de Matias em 1490 muitos hussardos buscaram suas fortunas como mercenários em outros países da Europa Central e Ocidental e deram origem às formações de cavalaria ligeira desses países. Por exemplo, os príncipes da Áustria contrataram os hussardos húngaros como mercenários para as guerras contra seus oponentes europeus, enquanto outros hussardos húngaros serviram para defender o país contra a Turquia.

### Origens sérvias e croatas
É amplamente considerado que os primeiros hussardos foram influenciados pelas tradições da antiga cavalaria ligeira ,magiar em termos de armamento, táticas militares e vestimenta. Mas, de fato, os hussardos têm origem na Sérvia e na Croácia, surgindo por volta do final do século XIV. Os sérvios e os croatas, por sua vez, assim como os magiares, tiveram forte influência dos cavaleiros turcos com quem entraram em contato antes de sua chegada à Hungria. Esses gussars sérvios fugiram da Rascia (Sérvia) quando da violenta investida dos turcos otomanos, depois da Batalha do Kosovo (1389), à vizinha Croácia, que, naquela época, fazia parte do reino húngaro — daí a falsa ideia de que os hussardos teriam origem húngara. Na Croácia húngara, esses sérvios patrulhavam as fronteiras com o Império Otomano e logo tornaram-se parte da tradicional cavalaria ligeira croata e húngara.
Nos anos 1541–1699, durante as Guerras turcas, dois terços da Hungria foram tomados pelos turcos. Para conter esta ameaça, os húngaros construíram uma série de fortalezas na fronteira e colocaram os hussardos para protegê-las, a fim de manter os ataques dos turcos e dos tártaros longe do interior do país. Durante estes séculos, os húngaros empreenderam muito bem táticas de guerrilha. Ainda mais, os hussardos em muitos países eram tropas de voluntários e sendo assim eles mantinham sempre a confiança em alta. A mais famosa operação dos ligeiros hussardos foi o Saque de Berlim em 1757. Um conde húngaro, Andreas Hadik, marchou secreta e rapidamente através do território prussiano, saqueou Berlim e retornou sem baixas. Os dois tipos de táticas dos hussardos estavam baseados no mesmo princípio: um rápido golpe fatal.

### Os hussardos alados poloneses

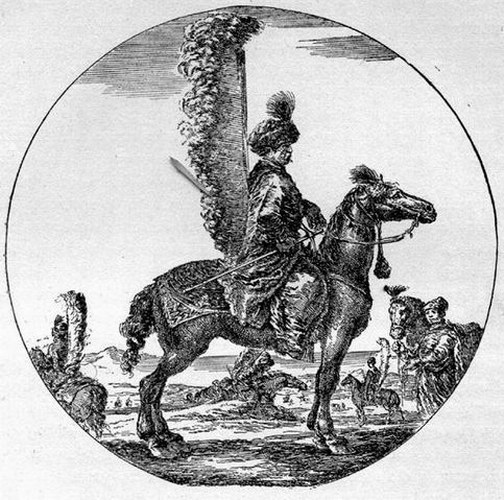
Hussardo polonês com as asas visíveis

Os hussardos poloneses, em contraste com os hussardos sérvios, croatas e húngaros, evoluíram para a cavalaria com armaduras pesadas durante a segunda metade do século XVI. Sua origem vem dos mercenários hussardos sérvios que serviram ao exército polonês a partir do final do século XV. Os hussardos alados poloneses não eram muito conhecidos na Europa Ocidental. Somente após a Batalha de Viena em 1683 e principalmente após os famosos filmes poloneses baseados nos romances de Henryk Sienkiewicz: Ogniem i Mieczem (Sangue e Fogo, 1884),  Potop (O Dilúvio, 1886) e Pan Wolodyjowski (O Senhor de Wolodyjowski, 1887—1888), que descrevem as lutas polonesas do século XVII contra os povos cossacos, turcos, tártaros e suecos, foi que ganharam destaque no restante dos países.
Inicialmente as primeiras unidades de hussardos na União polaco-lituana foram formadas pelo parlamento polonês em 1503, que contrataram três unidades de mercenários sérvios. Existem porém, referências nos registros do tesouro polonês de que a contratação de hussardos sérvios ocorreu a partir de 1500, e é bem provável que eles já servissem no exército polonês anteriormente a esta data. Logo o recrutamento também começou entre os cidadãos poloneses e lituanos. Sendo mais ágeis que os lanceiros em armaduras anteriormente empregados, os hussardos se mostraram de vital importância nas esplêndidas vitórias polonesas em Orsza (1514) e Obertyn (1531). No reinado de Stefan Batory foram substituídos pelos lanceiros do estilo medieval no exército polonês e formaram a parte principal da cavalaria polonesa.

### Os pesados hussardos

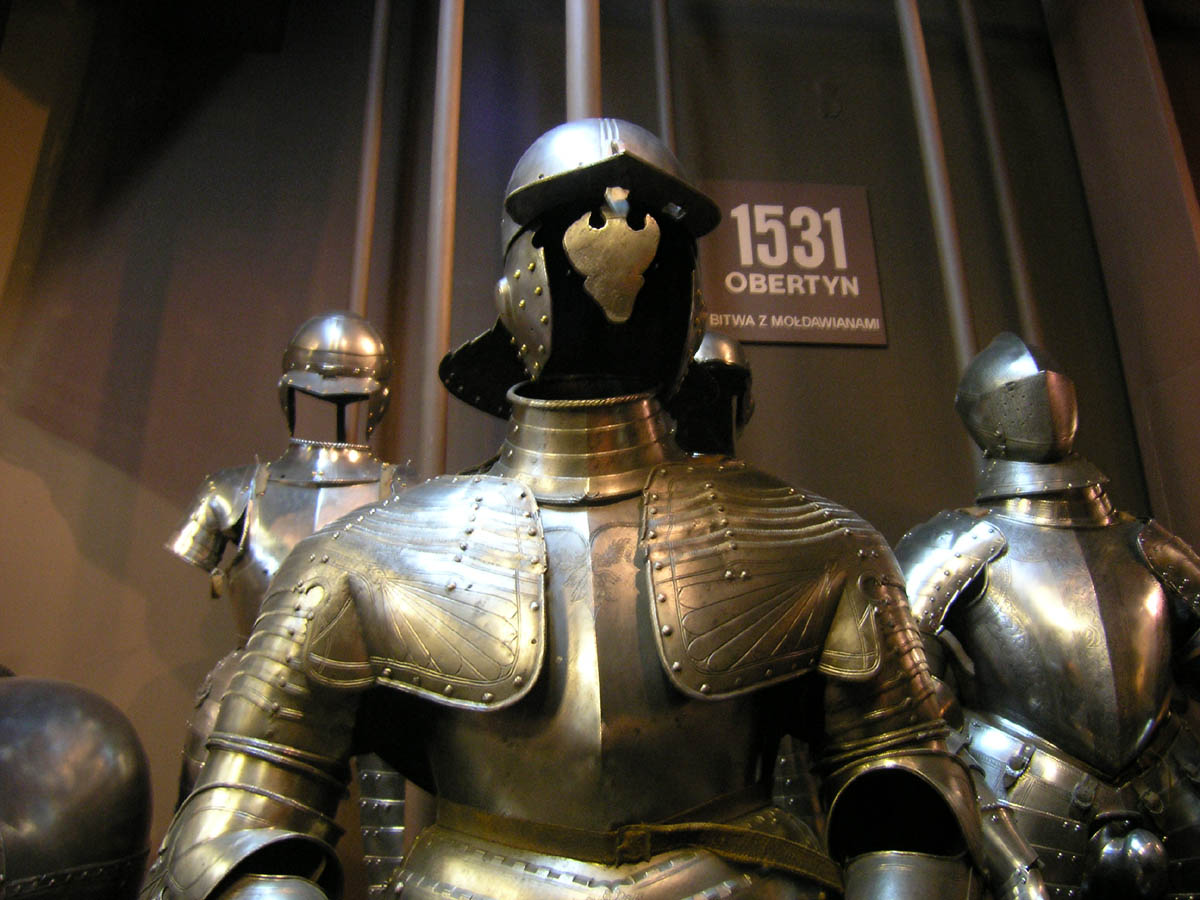
Muzeum Wojska Polskiego (Museu do Exército Polonês) em Varsóvia. Armadura e equipamentos dos hussardos poloneses (Towarzysz husarski), do século XVI (a placa atrás sugere que elas foram usadas na batalha de Obertyn, em 1531

A partir do ano de 1500, os hussardos na Hungria começaram a usar trajes mais pesados: abandonaram os escudos de madeira, adotaram os de metal, vestiram armaduras e elmos (os elmos vieram dos romanos para os árabes que os passaram para os turcos, que por sua vez os repassaram para os húngaros e poloneses. Eles deram origem ao elmo "Papenheimer" surgido na Inglaterra durante a Guerra Civil, e foi usado por Oliver Cromwell).
Quando Stefan Batory, um príncipe transilvano-húngaro, tornou-se rei da República das Duas Nações em 1576 ele achou que os hussardos poloneses de sua guarda real deveriam seguir o estilo das linhas croatas e húngaras, tornando-os uma formação mais pesada, tendo como principal arma uma longa lança. Por volta de 1590, a maioria das unidades de hussardos poloneses estavam formadas no mesmo estilo 'pesado' dos croatas e húngaros. Esses 'pesados' hussardos poloneses eram conhecidos em seu país como husaria.
Com a Batalha de Lubieszów, em 1577, começou a era dourada dos hussardos. Até a Batalha de Viena em 1683, os hussardos poloneses lutaram em incontáveis ações contra uma variedade de inimigos e raramente perdiam uma batalha. Nas batalhas de Byczyna (1588), Kokenhusen (1601), Kircholm (1605), Kłuszyn (1610), Gniew (1626), Chocim (1673) e Lwów (1675), os hussardos poloneses provaram ser o fator decisivo geralmente contra forças mais numerosas.
Como uma das pouquíssimas unidades do exército regular polonês (a maioria das outras unidades eram formadas como levée en masse), os hussardos eram bem treinados e bem equipados. Eram armados com um sabre, uma longa espada (para a luta sobre o cavalo), um machado de guerra, duas pistolas, uma lança de seis metros de comprimento com uma bandeirola e estavam às vezes armados com uma carabina ou arco e flechas.
Até o século XVIII, eles eram considerados a elite das forças armadas polonesas. Por causa da fama e prestígio que cercaram os hussardos, muitos deles foram aceitos na nobreza. Embora no século XVIII sua importância tenha diminuído pela introdução de modernas armas de fogo de infantaria e artilharia de tiro rápido, as táticas dos hussardos poloneses e armamento permaneceram quase inalterados e portanto, inadequadas. Quando eles finalmente foram dispensados em 1776 suas tradições foram oficialmente transferidas para os Uhlans.

### Hussardos na Europa Ocidental

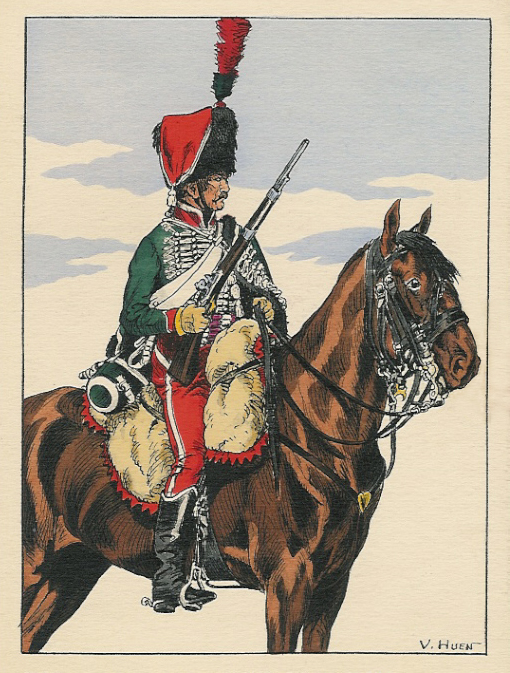
Ilustração do 8º regimento de hussardos franceses em 1804

Os hussardos, fora da Europa Central e Oriental, seguiram uma linha diferente de desenvolvimento. Durante as primeiras décadas do século XVII os hussardos na Hungria deixaram de usar armaduras; e antes de 1640 a maioria pertencia agora à cavalaria ligeira. Foi este padrão de hussardos ligeiros que foi copiado pela Europa Ocidental, ao invés daqueles 'pesados' hussardos poloneses.
Estes ligeiros hussardos eram ideais para as missões de reconhecimento e procura por fontes de forragens e provisões no avanço do exército. Na batalha, eles eram usados no papel de cavalaria ligeira atormentando o inimigo com ataques sucessivos e escaramuças, ultrapassando as posições de artilharia e perseguindo as tropas em fuga.
Frederico II da Prússia usou unidades de hussardos extensivamente durante a Guerra de Sucessão Austríaca e eles foram largamente utilizados nos exércitos de vários estados alemães. A Grã-Bretanha contratou mercenários alemães dentre seus mercenários de Hesse para serviços na Guerra da Independência dos Estados Unidos da América. A França estabeleceu um número de regimentos de hussardos, originalmente de refugiados húngaros. Posteriormente recrutou jovens das regiões próximas de língua alemã, como a Alsácia e Lorena.

### A imagem hussarda
Os uniformes coloridos dos hussardos de 1700 em diante foram inspirados na moda húngara. Este uniforme normalmente incluía uma jaqueta curta conhecida como dólmã, ou mais tarde uma jaqueta "Attila" de comprimento médio, ambas com uma pesada trança dourada horizontalmente no peito, e tranças amarelas ou galões dourados nas mangas; uma peliça (uma capa forrada de peles frequentemente usada atirada sobre um ombro); calças coloridas, às vezes com trançado amarelo ou galões dourados na parte da frente; uma barretina (um chapéu de pele alto com uma bolsa de pano pendendo de um lado; embora alguns regimentos usassem barretinas de estilos variados); e botas altas de equitação.
Os hussardos europeus (exceto os britânicos) tradicionalmente usavam longos bigodes (mas sem barba) e cabelos compridos, com duas tranças pendendo em frente das orelhas bem como um longo rabo-de-cavalo atrás da cabeça. Eles mantiveram este penteado, que era comum ser usado por todos os soldados, mesmo após outros regimentos terem deixado de usá-lo e adotado o cabelo curto.
Os hussardos tinham a reputação de serem animados, indisciplinados, e os aventureiros do exército. O personagem, brigadeiro Etienne Gérard dos hussardos franceses de Conflans, do romance de Arthur Conan Doyle veio descrever o hussardo da ficção popular — valente, convencido, amoroso, um cavaleiro e (de acordo com Napoleão Bonaparte) não muito inteligente. O brigadeiro Gérard gabava-se que os hussardos de Conflans poderiam por toda uma população para correr — os homens para longe deles e as mulheres em direção a eles, pode ser tomado como um resumo justo do espírito de corpo desta classe da cavalaria.
Menos romanticamente, os hussardos do século XVIII eram também conhecidos (e temidos) por seu tratamento rude dispensado aos civis locais. Além de apoderarem-se dos estoques de comida locais para o exército, os hussardos eram conhecidos também por aproveitar a ocasião para roubar e pilhar.

### Hussardos no início do século XX
Na véspera da Primeira Guerra Mundial havia ainda regimentos de hussardos nos exércitos britânicos (incluindo o canadense), francês, espanhol, alemão, russo, neerlandês, dinamarquês, sueco, romeno e austro-húngaro. Em muitos aspectos eles agora haviam se tornado uma cavalaria ligeira regular, recrutados de seus próprios países, treinados e equipados no mesmo molde das outras classes de cavalaria. Os hussardos eram, contudo ainda notados por seus uniformes coloridos e elaborados, sendo os mais espetaculares aqueles usados pelos regimentos de hussardos espanhóis de Pavia e da Princesa. Uma característica dos hussardos imperiais alemães e russos era a variedade de cores dos uniformes usados por eles. Estes incluíam dolman vermelho, preto, verde, azul-escuro e claro, marrom e mesmo cor-de-rosa (os hussardos russos do 15º regimento). A maioria dos regimentos de hussardos russos usava calças vermelhas iguais a todos os hussardos austro-húngaros de 1914. Este efeito arco-íris retornava esses exércitos às origens dos regimentos hussardos do século XVIII.
As influências hussardas foram aparentemente as mesmas naqueles exércitos que não formalmente possuíam regimentos hussardos. Como os vistos nos "guias" belgas (anterior à Primeira Guerra Mundial) e na "Escolta Montada" das Forças de Defesa Irlandesa (durante os anos de 1930 em diante) que usavam uniformes ao estilo hussardo.
Depois que a cavalaria montada tornou-se obsoleta, as unidades de hussardos foram sendo convertidas em unidades blindadas, porém mantendo seus títulos originais. Os regimentos hussardos existem ainda hoje, no exército britânico (apesar do número ter sido reduzido para apenas dois), no exército francês, no exército sueco, no exército neerlandês e nas Forças canadenses, geralmente como forças blindadas ou infantaria mecanizada ligeira. A guarda de hussardos dinamarquesa possui um esquadrão montado utilizado em cerimônias.

### Armamento e táticas

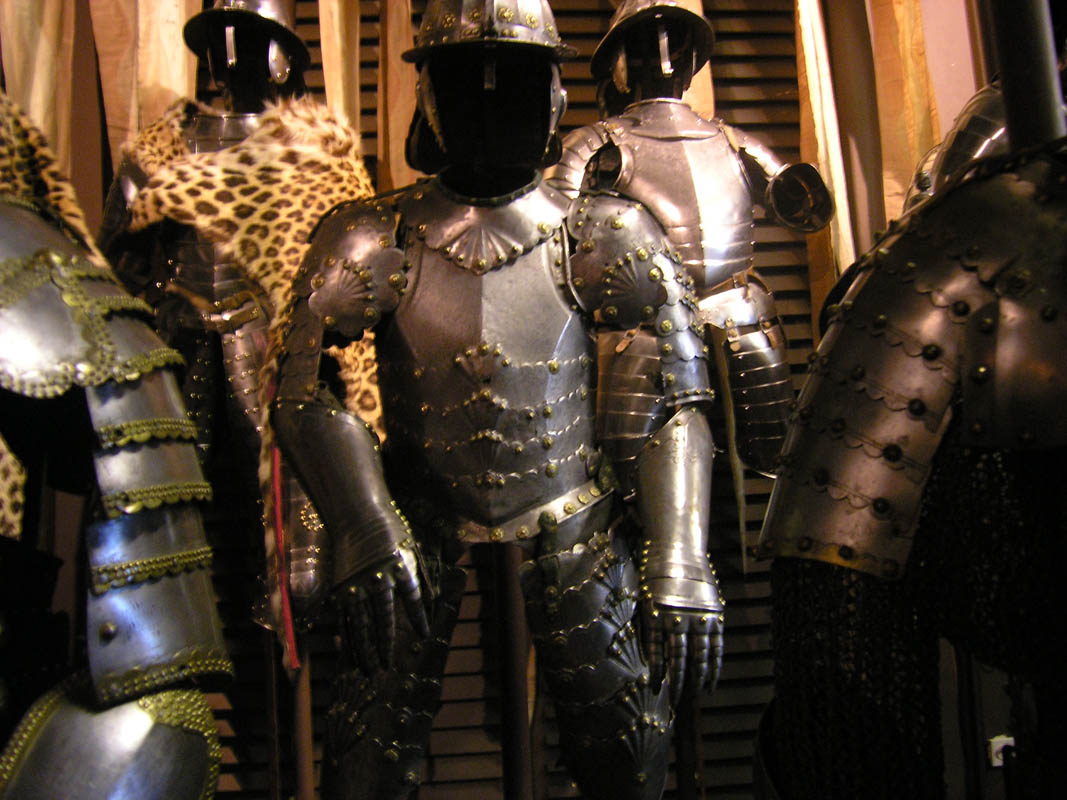
Armaduras e equipamentos dos hussardos poloneses dos séculos XVI e XVII no Museu do Exército da Polônia em Varsóvia. Repare a pele de lince em uma das armaduras.

O armamento hussardo se modificou ao longo do tempo. Até 1570, na Polônia e Hungria, ele constava de sabre, lança, um grande escudo de madeira e, opcionalmente, armadura de metal leve.
A partir de 1570 os hussardos poloneses abandonaram o uso de escudos e tornaram as armaduras mais pesadas. Além do sabre e da lança, eles também se equipavam com uma ou duas pistolas e um koncerz — uma longa espada (de até dois metros) usadas no lugar das lanças quando estas se quebravam.
Diferentemente de seus parceiros mais ligeiros, os hussardos poloneses eram utilizados como cavalaria pesada para quebrar a linha de ataque da infantaria ou cavalaria inimiga. Sua forma habitual de ataque era fazer uma rápida investida em formação compacta. Se o primeiro ataque falhasse, eles voltavam para suas tropas de apoio que os re-equipavam com lanças novas, e então voltavam a atacar.
A concentração de lanças quebraria a linha inimiga criando aberturas por onde as unidades que vinham logo a seguir se infiltravam. Espalhando o pânico e com o inimigo em fuga, eles podiam abatê-los com o sabre.

Os hussardos da República das Duas Nações eram também famosos pelo uso de longas 'asas' a suas costas ou presas às selas de seus cavalos. Há várias teorias para explicar o significado das asas. Segundo algumas, elas foram projetadas para anular ataques feitos através de laços atirados pelos tártaros; outra teoria sugere que o som das penas vibrando amedrontava os cavalos inimigos durante o ataque. Porém, experiências realizadas nos anos setenta não apoiam nenhuma dessas teorias. A explicação mais provável é: as asas dos hussardos, juntamente com a pele de predadores selvagens usada nas costas e lança tinham um efeito psicológico — elas faziam parte da lenda sobre os hussardos, que os colocava como criaturas mitológicas. Fazendo crer a todos os inimigos, que estes eram os hussardos terríveis e invencíveis. O rei Stefan Batory escreveu: "(...) penas e outros embelezamentos para a magnificência e o pavor dos inimigos".

## Unidades de hussardos

### Canadá

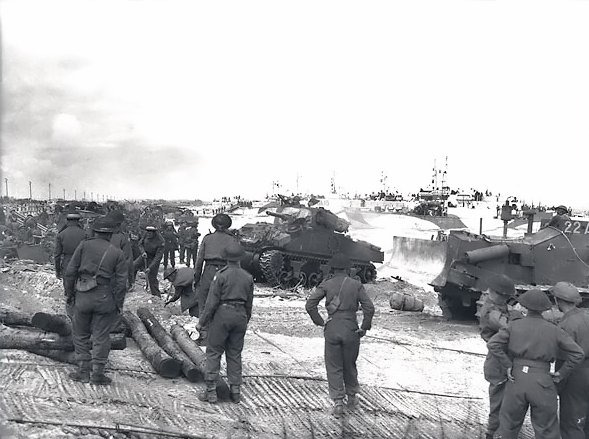
Tanques do 1st Hussars e homens da 7ª Brigada de Infantaria desembarcando em uma praia congestionada de Courseulles-sur-Mer - 6 de junho de 1944

Todas as unidades de hussardos canadenses estão na força de reserva e desempenham a função de reconhecimento blindado.
- 8th Canadian Hussars (Princess Louise's)
- Sherbrooke Hussars
- The Royal Canadian Hussars (Montreal)
- 1st Hussars

### Dinamarca
- Gardehusarregimentet (português: Regimento de Guarda Hussardo). Fundado em 1614, este é um dos mais antigos regimentos de hussardos do mundo. É um misto de unidade blindada/infantaria com sete batalhões. Além de seu papel operacional, o Regimento de Guarda Hussardo é um dos dois regimentos no Exército dinamarquês (junto com o Den Kongelige Livgarde) a ser classificado como 'Guardas'; neste caso, o Guarda Hussardo atua da mesma forma que a Household Cavalry no Exército britânico.

### França
- 1er Régiment de Hussards Parachutistes (1er RHP) (1º Regimento Hussardo de Paraquedistas). Fundado em 1720, atualmente sediado em Tarbes. Antigamente os "Hussards de Bercheny", devido ao seu fundador, o húngaro Conde Bercheny.
- 2ème régiment de Hussards (2e RH) (2º Regimento Hussardo). Fundado em 1735, atualmente sediado em Sourdun, distrito de Provins. Tradicionalmente chamado de "Chamborant".
- 3ème régiment de Hussards (3e RH) (3º Regimento Hussardo). Fundado em 1764, atualmente sediado em Immendingen, distrito de Tuttlingen, Alemanha. Parte da Brigada franco-alemã. Antigamente os "Hussards d'Esterhazy".
- 4ème régiment de Hussards (4e RH) (4º Regimento Hussardo). Fundado em 1791, atualmente sediado em Metz.

### Países Baixos
A palavra neerlandesa para hussardo é huzaar.
- Regimento Huzaren Prins van Oranje
- Regimento Huzaren Van Boreel (reconhecimento blindado)
- Regimento Huzaren Prins Alexander
- Regimento Huzaren Van Sytzama

Com exceção do Huzaren Van Boreel, todos os regimentos operam na função de blindados em uma das três brigadas mecanizadas do Exército Real Neerlandês utilizando o tanque principal de batalha o Leopardo 2. Cada uma dessas brigadas utiliza também um esquadrão dos Huzaren Van Boreel para o reconhecimento.

### Peru
- Regimento de Hussardos de Junin. O regimento foi criado em 1821 pelo general José de San Martin para proteger o então recente país independente do Peru. Hoje, e guarda a entrada da Casa de Governo Peruano usando o tradicional uniforme que data de 1821.

### Polônia
Como a palavra polonesa pancerny inicialmente foi empregada para denotar tanto o adjetivo significando "blindado" como para se referir a um hussardo polonês, atualmente a maioria das unidades blindadas polonesas são chamadas de "Cavalaria Blindada" e se refere à tradição hussarda da República das Duas Nações. Igualmente, a força aérea refere-se à tradição da cavalaria ligeira do século XIX.
- 11 Dywizja Kawalerii Pancernej de Jan III Sobieski
- 6 Brygada Kawalerii Pancernej
- 9 Brygada Kawalerii Pancernej
- 10 Brygada Kawalerii Pancernej
- 15 Brygada Kawalerii Pancernej
- 34 Brygada Kawalerii Pancernej

### Romênia
- Regimentul 1 Rosiori "General de armata Alexandru Averescu". Formado em 1871.
- Regimentul 4 Rosiori "Regina Maria". Formado em 1893.

Na Romênia os regimentos hussardos são conhecidos como "Calarasi" (Moldávia) e "Rosiori" (Valáquia). Os três (posteriormente aumentados para dez) regimentos Rosiori são unidades regulares enquanto que os Calarasi eram cavalarias territoriais de reserva que forneciam seus próprios cavalos. Estas tropas desempenharam um importante papel na Guerra de Independência da Romênia de 1877 na frente russo-turca. Os Rosiori, como seu próprio nome significa em romeno, usavam túnicas vermelhas com tranças negras enquanto que os Calarasi usavam dolmans azul-escuro com adornos em vermelho. Ambos usavam barretinas altas e plumas brancas. Os regimentos Rosiori se destacavam pelas diferentes cores de suas roupas (amarelo, branco, verde, azul-claro, verde-claro, azul-escuro, marrom-claro, lilás, rosa e verde-claro de acordo com o regimento).
Depois da Primeira Guerra Mundial as diferenças entre os dois ramos da cavalaria romena desapareceu, apesar dos títulos de Rosiori e Calarasi permanecerem. Os dois tipos de cavalaria serviram durante a Segunda Guerra Mundial na frente russa como unidades montadas e mecanizadas.
A cidade de Rosiori leva este nome devido a uma unidade de hussardos estacionada naquele local no século XVII pelo Príncipe Brancoveanu.

### Reino Unido
Unidades regulares:

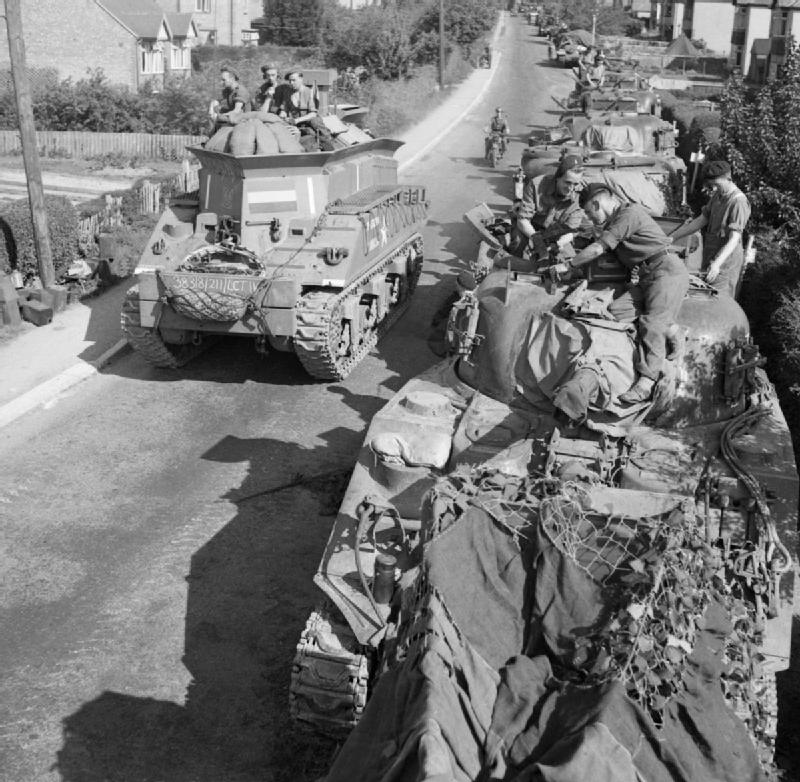
Um Sherman BARV e tanques Sherman do 13th/18th Royal Hussars durante o deslocamento do regimento de Petworth para Gosport, 2 de junho de 1944

- The Queen's Royal Hussars (The Queen's Own and Royal Irish)
- The King's Royal Hussars

Unidade de Exército Territorial:
- Royal Gloucestershire Hussars (C Squadron, Royal Wessex Yeomanry)

Atualmente, os dois regimentos regulares utilizam carros de combate, primariamente operando os Challenger 2 como tanque principal de batalha. O Royal Gloucestershire Hussars (RGH) é uma Unidade de Exército Territorial baseada em Cirencester e forma o esquadrão C (RGH) Royal Wessex Yeomanry como um Esquadrão de Substituição Blindada. Os regimentos hussardos são agrupados juntamente com os regimentos dos dragões e lanceiros na ordem de precedência, todos estão abaixo dos dragões da guarda. O King's Royal Hussars ainda conservam as calças de cor carmesim do antigo 11th Hussars.
The Light Dragoons foi formado pela fusão de dois regimentos, o 13th/18th Royal Hussars (Queen Mary's Own) e o 15th/19th The King's Royal Hussars, em 1992.

### PortugaleBrasil
O Exército Português nunca teve regimentos oficialmente denominados de hussardos. No entanto, era comum no final do século XVIII e princípios do século XIX chamar Hussardos a algumas das suas unidades de cavalaria ligeira. Esse era o caso das companhias de cavalaria da Legião de Tropas Ligeiras ou de algumas companhias de cavalaria auxiliar do Brasil. Um regimento português que se pode considerar de Hussardos era o dos Voluntários Reais do Comércio a Cavalo, unidade de elite das milícias formada em 1808. Os Voluntários Reais do Comércio a Cavalo estavam equipados e fardados como Hussardos, no entanto nunca foram designados oficialmente como tal.

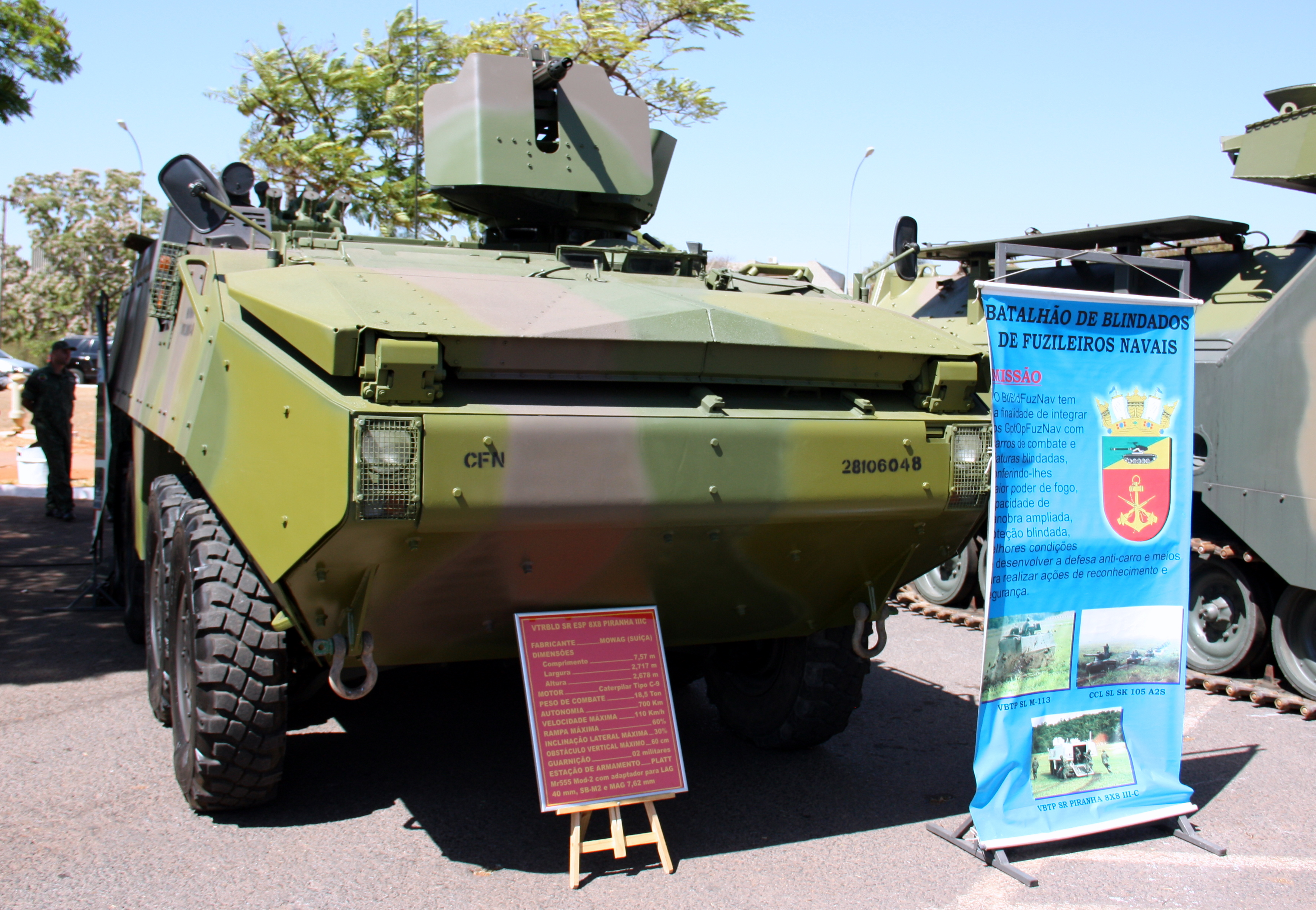
Viatura Blindada Especial Sobre Rodas Mowag Piranha IIIC - Utilizada atualmente pelo Corpo de Fuzileiros Navais em missões de Paz (MINUSTAH) e em missões de GLO (Operação São Francisco - RJ).

No Brasil a tradição existe desde a extinta Companhia de Carros de Combate do Corpo de Fuzileiros Navais, onde os oficiais e praças da unidade eram conhecidos respectivamente como Hussardos e Escudeiros dos Hussardos. Essa tradição continua viva até os dias de hoje no atual Batalhão de Blindados de Fuzileiros Navais, desde sua fundação no ano de 2003.

### Suécia
- Regimento Real de Hussardos - Unidade de cavalaria vocacionada para reação rápida e forte, estacionada na cidade sueca de Karlsborg.